# Ben Godfrey
Benjamin Matthew Godfrey (nascut el 15 de gener de 1998) és un futbolista professional anglès que juga com a centrecampista defensiu o defensa central per l'Atalanta BC de la Serie A.